# Virvelvinden (film)
Virvelvinden (engelska: The Little Whirlwind) är en amerikansk animerad kortfilm med Musse Pigg från 1941.

## Handling
Musse Pigg vill smaka på en tårta som hans älskade Mimmi Pigg bakat. Men han får endast göra det om han städar hennes trädgård. Han åtar sig uppdraget, men det hela visar sig vara svårt när en virvelvind kommer och förstör för honom.

## Om filmen
Filmen är den 110:e Musse Pigg-kortfilmen som producerades och den första som lanserades år 1941.
Filmen hade svensk premiär den 23 juli 1943 på biograferna Aveny och Lorry i Stockholm och visades som förfilm till filmen Falkens sista bragd (engelska: The Falcon's Brother) med George Sanders i huvudrollen.
Filmen har givits ut på DVD och finns dubbad till svenska.

## Rollista
- Walt Disney – Musse Pigg
- Thelma Boardman – Mimmi Pigg[8]